# Andreas Austen
Andreas Austen (* 25. November 1658 in Danzig; † 6. September 1703 in Elberfeld) war ein deutscher reformierter Theologe, Gräzist und Orientalist.

## Leben
Andreas wurde als Sohn des Kaufmanns Jakob Austen und dessen Frau Maria Ermler geboren. Nach anfänglichem Privatunterricht besuchte er das Jesuitenkollegium in Thorn und 1671 das Gymnasium in Danzig. 1675 wechselte er an das Gymnasium in Bremen, studierte ab 1678 an der Universität Franeker Theologie bei Nikolaus Arnoldi (auch: Arnoldus; * 17. Dezember 1618 Lesna; † 15. Oktober 1680 in Franeker), Hermann Witsius, Johannes a Marck und Johann van der Waeijen (* 13. Juli 1639 in Amsterdam; † 4. November 1701 in Franeker). Witsius folgte er 1680 an die Universität Utrecht. 
1681 gelangte er über Bremen, Hannover und Kassel an die Universität Marburg, wo er seine Studien bei Reinhard Pauli (* 5. März 1638 in Danzig; † 11. Dezember 1682 in Marburg), Samuel Andreae und Georg Otho fortsetzte. Ein Jahr später gelangte er über Danzig nach Königsberg in Preußen, wo er sich als Hilfsprediger betätigte und 1685 eine Pfarrstelle in Möllenbeck erhielt. Am 22. September 1686 wurde er Professor für Griechisch und orientalische Sprachen an der Universität in Rinteln, sowie zweiter reformierter Pfarrer ebenda. 1690 wurde er Pfarrer in Elberfeld, wo er bis zu seinem Tode wirkte. 
In Marburg heiratete Austen am 17. September 1685 Anna Magdalene Graff, Tochter von Erich Graff (1607–1683), Professor der Rechte an den Universitäten Gießen und Marburg. Aus der Ehe stammen einige Kinder, von denen folgendes bekannt ist:
- Johann Erich Ludwig Austen (* 24. August 1686 in Rinteln), am 16. Juli 1704 an der Universität Marburg, 1710 Pfarrer in Elgershausen
- Dorothea Margarethe Austen (* 14. Januar 1688)
- Friedrich Hermann Austen (* 4. Oktober 1689)
- Christine Magdalene Austen (* 23. September 1691)
- Jakob Arnold Austen (* 1. März 1695) war Chirurg in Rotenburg

## Werke (Auswahl)
- Disp. de Cometis. Bremen 1677
- De cometarum phoenomenis. Bremen 1679 (Online)
- Trias quaestionum. Rinteln 1688 (Resp. Egbert Stippius, Online)
  - I. An Adamus ante Evam uxorem habuerit, quae appellata Lilith?
  - II An χαταχλυςμοϛ Noachi fuerit universalis, an particularis?
  - III An Moses fuerit cornutus?
- Samuel peroatus s. diss. deapparitione Samuelis, ex I Sam. XXIIX. (Resp. Johann Mechior Crug) Rinteln 1688
- Diss. philol. de mortis genere, quo Judas proditor vitae suae colophonem imposuit. Rinteln 1688 (Resp. Johann Daniel Ambosius, Online)
- Farrago thesium miscellanearum. Rinteln 1688 (Resp. Johann Daniel Ambosius)
- Diss. philol. de velamine mulieris, ex I Cor. XI, 10. Rinteln 1690 (Resp. Friedrich Wilhelm Loss)
- Theses philolog. de lingua omnium prima, hebraea. Rinteln 1690 (Resp. Christoph Wilhelm Wetzel)
- Thesium philolog. continuatio I. de linguae hebrae appellationibus. Rinteln 1690(Resp. Martin Fleischhuth)
- Christus unter den 7 güldenen Leuchten, d. i. Predigten über Offenb. Joh. I, 13-16, worinnen die Kirche des mächtigen Schutzes und Hülfe Jesu versichert wird, gehalten zu Elberfeld. Frankfurt am Main 1700

## Weblink
- Werke von und über Andreas Austen in der Deutschen Digitalen Bibliothek

| Personendaten    | Personendaten                                            |
| ---------------- | -------------------------------------------------------- |
| NAME             | Austen, Andreas                                          |
| KURZBESCHREIBUNG | deutscher reformierter Theologe, Gräzist und Orientalist |
| GEBURTSDATUM     | 25. November 1658                                        |
| GEBURTSORT       | Danzig                                                   |
| STERBEDATUM      | 6. September 1703                                        |
| STERBEORT        | Elberfeld                                                |